# Phalacropterix apiformella
Phalacropterix apiformella är en fjärilsart som beskrevs av Charles Théophile Bruand d’Uzelle 1853. Phalacropterix apiformella ingår i släktet Phalacropterix och familjen säckspinnare. Inga underarter finns listade i Catalogue of Life.